# Шлахтгаус-гассе (станція метро)
48°11′39″ пн. ш. 16°24′27″ сх. д. / 48.1941° пн. ш. 16.4075° сх. д.
«Шлахтгаус-гассе» (нім. Schlachthausgasse) — станція Віденського метрополітену, розміщена на лінії U3 між станціями «Кардіналь-Нагль-плац» і «Ердберг». Відкрита 6 квітня 1991 року у складі дільниці «Ердберг» — «Фолькстеатер».